# Asthenotricha semidivisa
Asthenotricha semidivisa är en fjärilsart som beskrevs av W. Warren 1901. Asthenotricha semidivisa ingår i släktet Asthenotricha och familjen mätare. Inga underarter finns listade i Catalogue of Life.